# つがる市消防本部
つがる市消防本部（つがるししょうぼうほんぶ）は、青森県つがる市の消防部局（消防本部）。管轄区域はつがる市全域。

## 概要
- 消防本部：青森県つがる市木造赤根1-1
- 管内面積：253.85km2
- 職員定数：123人
- 消防署2カ所、分遣所1カ所
- 主力機械（2019年4月1日現在）
  - 普通消防ポンプ自動車：5
  - 水槽付消防ポンプ自動車：1
  - 小型動力ポンプ付水槽車：1
  - 救助工作車：1
  - 救急自動車：5
  - 指令車：2
  - 広報車：5
  - 資機材搬送車：3
  - 火災現場調査車：1

## 沿革
- 2005年2月11日：西津軽郡木造町、森田村、柏村、稲垣村及び車力村の新設合併により、つがる市が発足。合併した5町村で設立していた一部事務組合の木造地区消防事務組合を合併前日をもって解散し、つがる市消防本部を設置。
  - 木造地区消防事務組合消防本部 → つがる市消防本部
  - 木造消防署 → つがる市消防署
  - 柏分署・森田分署・稲垣分署・車力分署は変更なし（1本部1署4分署体制）
- 2007年4月1日：消防本部に警防課を新設し、柏分署が分遣所となる（1本部1署3分署1分遣所体制）。
- 2018年6月1日：柏分遣所を廃止する[1]（1本部1署3分署体制）。
- 2020年9月1日：組織再編を行い、北消防署と稲垣1分遣所を新設のうえ、森田、稲垣および車力の3分署を廃止した[2]（1本部2署1分遣所体制）。なお、北消防署には、市の車力出張所も併設された[3][4]。

## 組織
- 本部 - 総務課、予防課、警防課
- 消防署

## 消防署

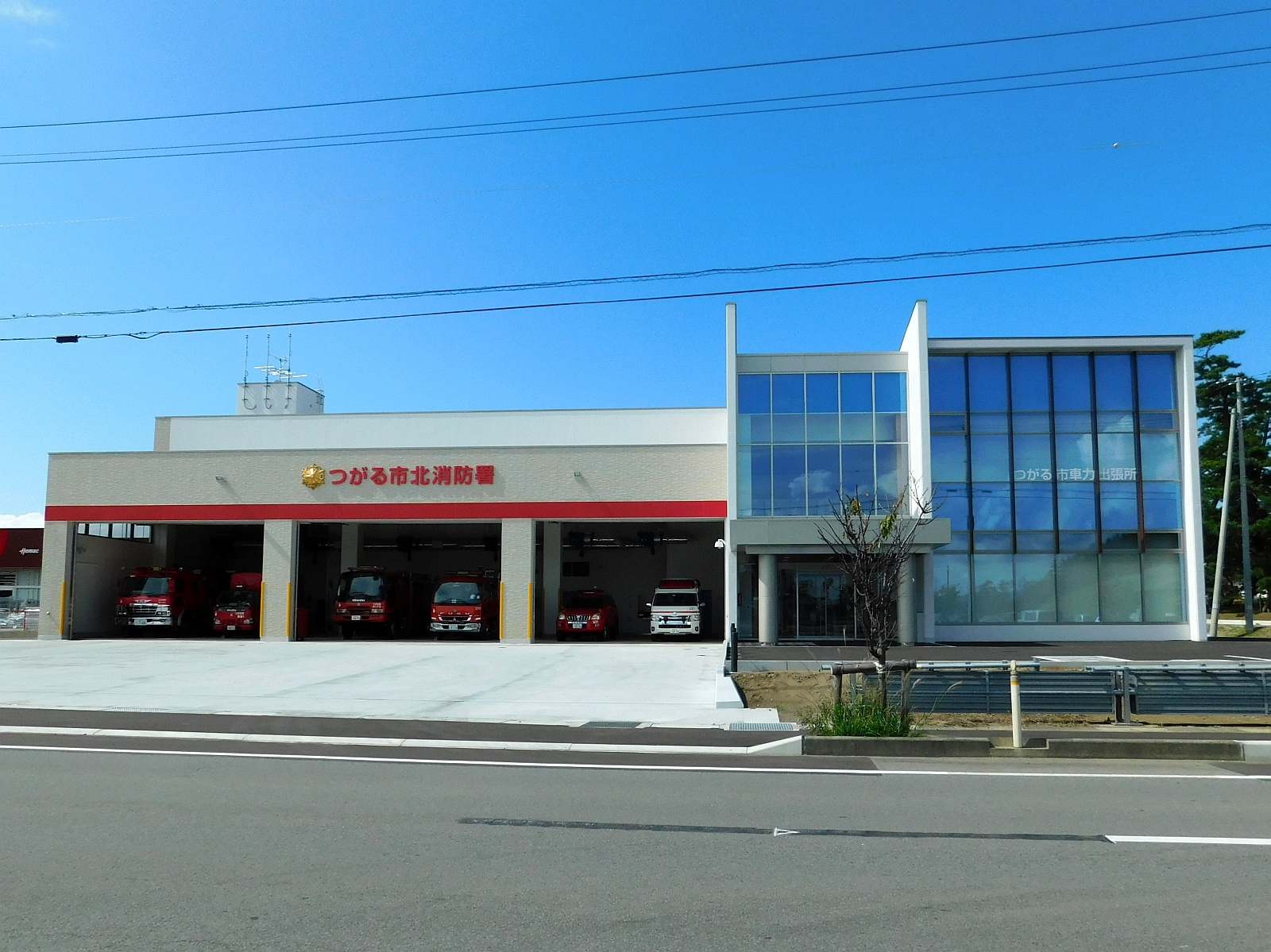
つがる市北消防署庁舎

| 消防署           | 住所              | 分署 | 分遣所                   |
| ---------------- | ----------------- | ---- | ------------------------ |
| つがる市消防署   | 木造赤根1-1       |      |                          |
| つがる市北消防署 | 豊富町屏風山1-372 |      | 稲垣：稲垣町吉出鴨泊22-1 |